# Jung, wild & sexy – Baggern, saufen, Party machen
Jung, wild & sexy – Baggern, saufen, Party machen war ein Reality-TV-Format des Schweizer Privatsenders 3 Plus TV, das zwischen 2010 und 2012 ausgestrahlt wurde.

## Inhalt
Die Sendung begleitete Jugendliche und junge Erwachsene beim Ausgehen mit der Kamera. Es wurde gezeigt, wie sie sich auf die Nacht vorbereiten, Gespräche über Sex führen, ihre Erlebnisse und die Gespräche am Tag danach werden gezeigt, insbesondere nach den ab und zu folgenschweren Alkoholexzessen.
Es war die Schweizer Version der österreichischen Doku-Soap Saturday Night Fever – So feiert Österreichs Jugend. Der Schweizer Sender kaufte dafür bei ATV die Formatrechte.

### Popularität
Die erste Staffel der Serie wurde oft besprochen und war in vielen Medien präsent; schnell hatten sich auf Facebook Gruppen mit über 11'000 Fans gebildet. Die Serie war in der ersten Staffel so populär, dass sogar Public Viewings veranstaltet wurden.

### Kritik
Trotz der grossen Popularität unter Jugendlichen, wurde diese Sendung in den Medien auch kritisiert, da sie ein falsches Licht auf die Schweizer Jugend werfe, da vor der Kamera meistens noch «eins darauf gesetzt» werde und alles noch viel extremer gespielt werde als sonst.
Es wurde in den Medien darüber spekuliert, ob die Sendung nur nach dem Drehbuch verlaufe. Dies wurde aber vom Produzenten der Sendung klar verneint. Der Basler Protagonist Francisco gab erst in den Medien zu, dass sein Auftritt ein Fake gewesen sei. Dieses Statement nahm er aber später wieder zurück. Das Bewerbungsvideo des Baslers zeigte dann, dass die Sendung doch sehr realitätsnah ist.
Der Aargauer Protagonist Cyril wurde in der Schule zunächst gehänselt, was auch seinen Spruch «Ran an die Möpse!» anbelangte.

## Episoden

### 1. Staffel
In der ersten Staffel traten Cliquen aus den Kantonen Aargau, Basel, Luzern und Zürich auf.
| Erstausstrahlung     | 20. Oktober 2010 |
| Anzahl Episoden      | 3                |
| Anzahl Cliquen       | 4                |
| Anzahl Protagonisten | 17               |

#### Cliquen
| Die Aargauer                                                         | Die Basler                                   | Die Luzerner                                                       | Die Zürcher                                             |
| -------------------------------------------------------------------- | -------------------------------------------- | ------------------------------------------------------------------ | ------------------------------------------------------- |
| - Cyril (18) - Tobias (20) - Dave (20) - Brigitta (22) - Nicole (20) | - Gabriel (20) - Güney (19) - Francisco (20) | - Kasi (19) - Susi (18) - Lisa (18) - Valentina (20) - Julien (19) | - Massimo (23) - Gino (20) - Stephan (22) - Svenja (19) |

### 2. Staffel
Die Frauenclique aus Graubünden, welche eigentlich schon in der ersten Staffel hätte vorkommen sollen, wurde in der zweiten Staffel ausgestrahlt.
| Erstausstrahlung     | 1. April 2011 |
| Anzahl Episoden      | 6             |
| Anzahl Cliquen       | 7             |
| Anzahl Protagonisten | 25            |

#### Cliquen
| Die Aargauer                                                                        | Die Basler                      | Die Churer                                  | Die Luzerner                                                           | Die Solothurner                           | Die Winterthurer                          | Die Zürcher             |
| ----------------------------------------------------------------------------------- | ------------------------------- | ------------------------------------------- | ---------------------------------------------------------------------- | ----------------------------------------- | ----------------------------------------- | ----------------------- |
| - Cyril (18) - Tobias (20) - Dave (20) - Brigitte (22) - Amadeo (17) - Rebecca (18) | - Francisco (20) - Gabriel (20) | - Marlen (16) - Larissa (16) - Martina (17) | - Fabi (19) - Nine (19) - Mani (20) - Fab (19) - Sash (19) - Phil (19) | - Sabine (19) - Mathias (19) - Simon (20) | - Cedric (16) - Raphael (17) - Kevin (18) | - Salen (19) - Adi (18) |

### 3. Staffel
In der dritten Staffel verbrachten zehn Jugendliche aus der Schweiz ihre Sommerferien gemeinsam in einer luxuriösen Villa an der spanischen Costa Brava in Lloret de Mar. In dieser Staffel nahm die Anzahl Protagonisten stark ab. Ein weiteres Merkmal war, dass das ehemalige Team Die Zürcher nur noch von einem Protagonisten vertreten wurde.
| Erstausstrahlung     | 20. September 2012 |
| Anzahl Episoden      | 3                  |
| Anzahl Cliquen       | 5                  |
| Anzahl Protagonisten | 10                 |

#### Cliquen
| Die Aargauer                          | Die Berner                      | Die Solothurner           | Die St. Galler              | Der Zürcher |
| ------------------------------------- | ------------------------------- | ------------------------- | --------------------------- | ----------- |
| - Cyril (20) - Dave (22) - Robin (19) | - Michaela (20) - Jennifer (20) | - Stani (19) - Pille (20) | - Sabrina (18) - Sarah (18) | - Nino (22) |